# Akumal
Akumal is een badplaats in de Mexicaanse deelstaat Quintana Roo. Akumal heeft 1198 inwoners (census 2005) en is gelegen in de gemeente Tulum.
Akumal is gesticht in 1958 door scubaduiker en zakenman Pablo Bush Romero. Akumal was destijds een van de eerste toeristenbestemmingen van het schiereiland Yucatán, voor de ontwikkeling van Cancún. Akumal heeft sindsdien aan belang ingeboet, maar is nog steeds een populaire bestemming voor duikers en surfers.
Het brede zandstrand van de baai is een plaats waar schildpadden hun eieren leggen. In Maya betekent de naam "plaats van de schildpadden".

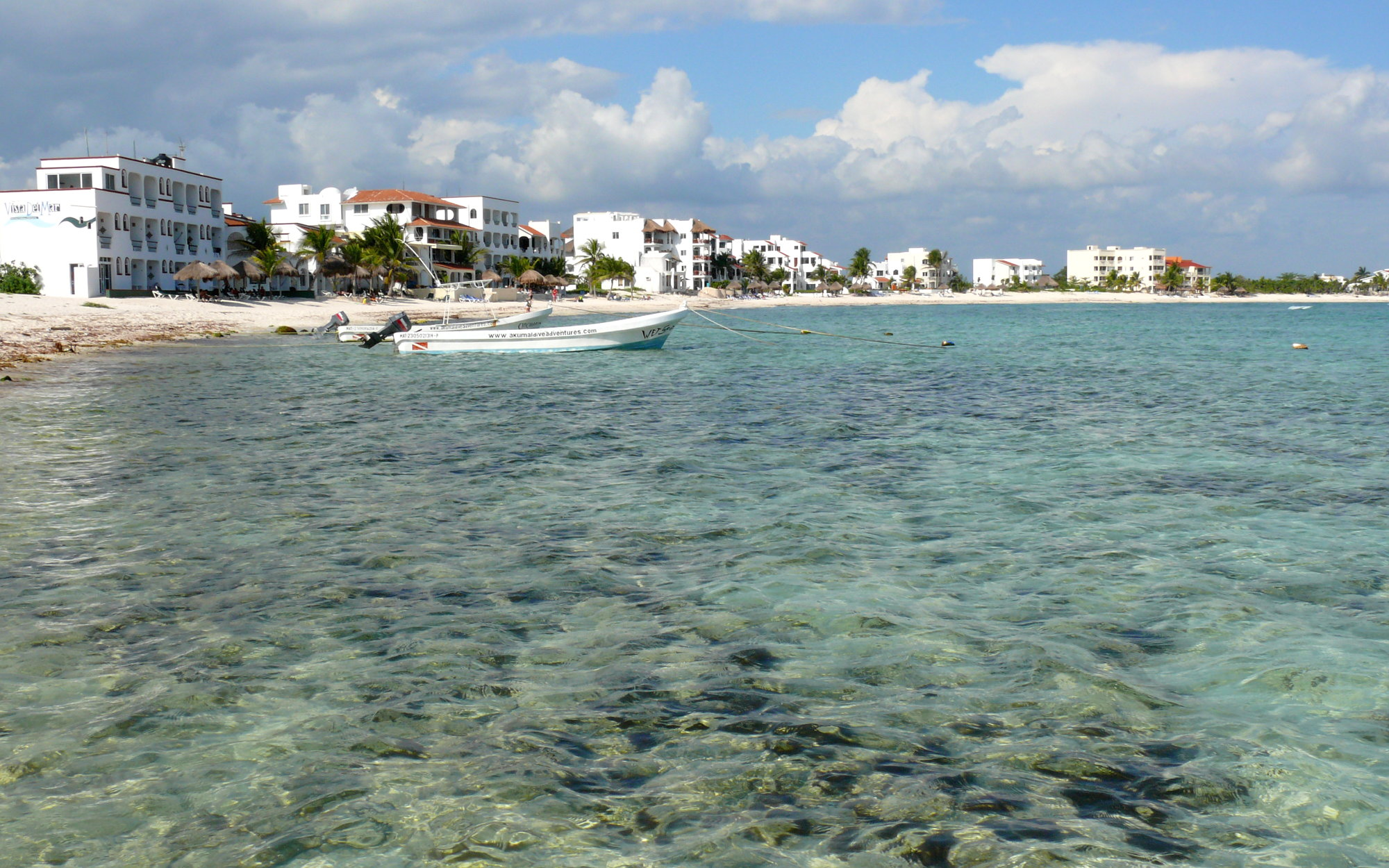
Een baai in Akumal